# Чаволо (Трапани)
Чаволо је насеље у Италији у округу Трапани, региону Сицилија.
Према процени из 2011. у насељу је живело 1682 становника. Насеље се налази на надморској висини од 126 м.